# Пароксизмальная наджелудочковая тахикардия
Пароксизмальная наджелудочковая тахикардия (ПСВТ) — это тип наджелудочковой тахикардии, для которого характерны периодические эпизоды внезапного начала и прекращения. Может также называться «суправентрикулярная пароксизмальная тахикардия». Часто происходит либо без симптомов, либо симптомы могут включать учащённое сердцебиение, головокружение, потливость, одышку и боль в груди. Такое учащённое сердцебиение возникает над желудочками, нижними камерами сердца, и характеризуется внезапными эпизодами учащённого, но регулярного сердечного ритма, частотой от 150 до 240 ударов в минуту. Эти эпизоды могут начинаться и прекращаться внезапно и длиться от нескольких секунд до нескольких часов. Методы лечения могут включать манёвры блуждающего нерва, медикаментозное лечение или, в некоторых случаях, катетерную абляцию.
Причина не известна. Факторы риска включают алкоголь, психостимуляторы, такие как кофеин, никотин и амфетамины, психологический стресс и синдром Вольфа-Паркинсона-Уайта, который часто передаётся по наследству. Основной механизм обычно включает дополнительный путь, который приводит к повторному входу.
Около 2,3 на 1000 человек имеют пароксизмальную наджелудочковую тахикардию. Проблемы обычно начинаются в возрасте от 12 до 45 лет. Женщины страдают чаще, чем мужчины. Прогноз, как правило, благоприятный для тех, у кого в остальном нормальное сердце. УЗИ сердца может быть проведено, чтобы исключить основные проблемы с сердцем.

## Признаки и симптомы
Симптомы могут включать учащённое сердцебиение, слабость, потливость, одышку и боль в груди. Эпизоды начинаются и заканчиваются внезапно. Конкретные симптомы могут варьироваться у разных людей. Общие симптомы включают учащённое и регулярное сердцебиение, часто превышающее 150 ударов в минуту. Люди с ПСВТ могут испытывать учащённое сердцебиение, которое отчётливо ощущается пациентом. Другие симптомы могут включать дискомфорт или боль в груди, одышку, головокружение или тошноту, а иногда и обморок. Некоторые люди также могут испытывать чувство тревоги или паники во время эпизодов ПСВТ. Не каждый человек с ПСВТ будет испытывать все эти симптомы, и тяжесть и частота эпизодов также могут варьироваться.

## Типы
Существует несколько типов ПСВТ, каждый из которых имеет свои особенности. Наиболее распространённым типом является атриовентрикулярная узловая реентерабельная тахикардия (АВНРТ), которая возникает, когда в АВ-узле сердца имеется несколько электрических путей, которые создают цепь повторного входа, приводящую к учащённому сердцебиению. Другим типом является атриовентрикулярная реентерабельная тахикардия (АВРТ), которая включает дополнительный электрический путь, известный как вспомогательный путь, соединяющий предсердия и желудочки. АВРТ может быть связана с такими состояниями, как синдром Вольфа-Паркинсона-Уайта. Кроме того, предсердная тахикардия — это ещё один тип ПСВТ, который возникает из-за аномальных электрических сигналов в предсердиях, верхних отделах сердца. Наконец, узловая тахикардия — это редкий тип ПСВТ, который возникает в месте соединения предсердий и желудочков. Каждый тип ПСВТ имеет свои собственные отличительные механизмы и может потребовать специфических подходов к лечению. По частоте проявления, типы можно описать так:
- АВ-узловая реципрокная тахикардия (АВРТ) составляет 56 % случаев[6]
- Атриовентрикулярная реципрокная тахикардия (АВРТ) составляет 27 % случаев[6]
  - Синдром Вольфа-Паркинсона-Уайта[1]
- Пароксизмальная предсердная тахикардия составляет 17 % случаев[6]

## Лечение
Диагноз обычно ставится с помощью электрокардиограммы (ЭКГ), которая показывает узкие комплексы QRS и учащённый сердечный ритм, свыше 150 ударов в минуту.
Выбор метода лечения подбирается индивидуально для каждого человека в зависимости от его конкретных обстоятельств и может потребовать консультации с кардиологом или электрофизиологом. Конкретное лечение зависит от частоты, продолжительности и тяжести эпизодов, а также от основной причины.
Манёвры блуждающего нерва, такие как маневр Вальсальвы, часто используются в качестве начального лечения. В некоторых случаях простые манёвры, такие как наклоны вниз, как при опорожнении кишечника, или прикладывание льда к лицу, могут помочь прекратить приступ. Если это неэффективно и у человека нормальное кровяное давление, применяется препарат аденозин. Если аденозин неэффективен, используется блокатор кальциевых каналов или бета-блокатор. Если и это не помогает, применятеся синхронизированная кардиоверсия.
Пациентам с частыми или тяжёлыми эпизодами, которые не поддаются медикаментозному лечению, может быть рекомендована катетерная абляция. Эта процедура включает в себя использование катетера для разрушения специфической сердечной ткани, ответственной за аномальные электрические сигналы.

### Блокада атриовентрикулярного узла
Блокада атриовентрикулярного узла может быть достигнута как минимум тремя способами: физические манёвры, медикаментозное лечение и электрическая кардиоверсия.

#### Физические манёвры
Ряд физических упражнений увеличивает сопротивление атриовентрикулярного узла передаче импульсов (АВ-узловая блокада), главным образом за счёт активации парасимпатической нервной системы, проводимой к сердцу блуждающим нервом. Эти манипуляции в совокупности называются вагусными манёврами.
Маневр Вальсальвы должен быть первым опробованным манёвром блуждающего нерва и работает за счёт увеличения внутригрудного давления и воздействия на барорецепторы (датчики давления) в дуге аорты. Его проводят, предлагая пациенту задержать дыхание и попытаться выдохнуть с силой, как будто он напрягается во время дефекации. Зажатие носа и выдох, направленный против препятствия, имеют аналогичный эффект. Осторожное нажатие на верхнюю часть закрытых глаз также может вернуть сердцебиение к нормальному ритму у некоторых людей с предсердной или наджелудочковой тахикардией (СВТ). Это известно как окулокардиальный рефлекс. Обзор медицинской литературы от 2023 года подтверждает успех манёвра Вальсальвы в качестве нефармакологического метода лечения ПСВТ.

#### Медикаментозное лечение

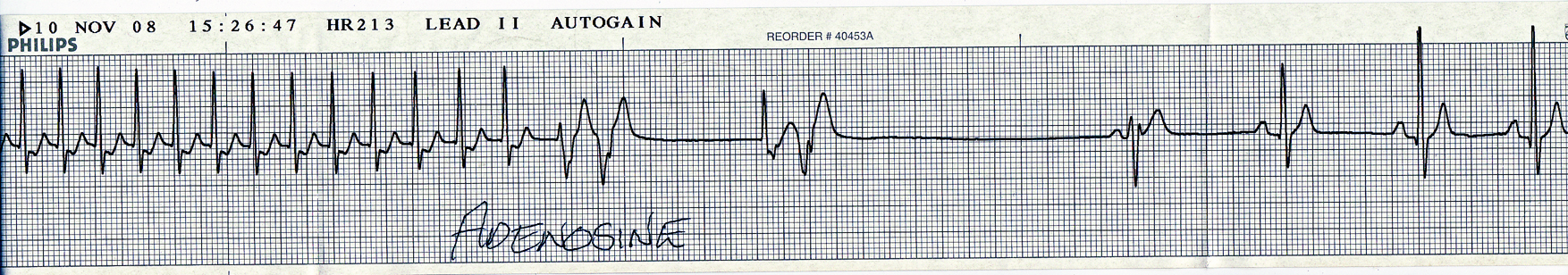
Прекращение ПСВТ после введения аденозина

Аденозин, блокатор атриовентрикулярного узла ультракороткого действия, показан, если вагусные манёвры неэффективны. В случае безуспешности или рецидива ПСВТ рекомендуется использовать дилтиазем или верапамил. Аденозин можно безопасно использовать во время беременности. Аденозин можно назначать вместе с недигидропиридиновыми блокаторами кальциевых каналов.
СВТ, не затрагивающий АВ-узел, может реагировать на другие антиаритмические препараты, такие как соталол или амиодарон.

#### Электрическая кардиоверсия
Если у человека гемодинамическая нестабильность или другие методы лечения оказались неэффективными, можно использовать синхронизированную электрическую кардиоверсию. У детей это часто делают с дозой от 0,5 до 1 Дж/кг.

### Инвазивное лечение
Радиочастотная катетерная абляция (РЧА) — безопасный и эффективный метод лечения как у взрослых, так и у детей. РЧА считается минимально инвазивной процедурой, а не хирургическим вмешательством. Она не предполагает выполнения больших разрезов или вскрытия грудной полости. Вместо этого процедура выполняется с использованием тонких катетеров, которые вводятся через кровеносные сосуды и направляются к сердцу. Катетер доставляет радиочастотную энергию в определённые области сердца, чтобы нарушить аномальные электрические пути, вызывающие аритмии. Хотя для этого может потребоваться лёгкая седация или местная анестезия, он обычно не предполагает обширного разреза или зашивания тканей, как это бывает при традиционных хирургических процедурах.
За десятилетие 2010-х годов произошли значительные успехи в методах катетерной абляции желудочковых аритмий, включая усовершенствованные методы картирования, такие как картирование сверхвысокой плотности, и инновационные источники энергии, такие как электропорация. Новые типы катетеров, такие как решётчатые и радиочастотные катетеры с добавлением физиологического раствора, обеспечивают более точное и продолжительное повреждение тканей. Кроме того, технологии визуализации сердца, такие как МРТ, могут помочь выявить аномальные области, вызывающие аритмии, и оценить успех процедуры абляции.